# Cat and Mouse
《Cat and Mouse》是新加坡女子團體BY2的第六張錄音室專輯和第七個音樂作品，於2015年7月28日正式發行。

## 曲目
| 曲序 | 曲名                                | 作詞                    | 作曲                                              | 備註                        |
| 01   | CAT and MOUSE（页面存档备份，存于） | 崔惟楷 孔令奇           | NiklasPettersson Theresia Svensson                |                             |
| 02   | 當時的我們（页面存档备份，存于）    | 代岳東 林怡鳳 Miko Yumi | 李志源                                            |                             |
| 03   | 愛我就大聲說（页面存档备份，存于）  | Miko Yumi 孔令奇        | Miko Yumi 孔令奇                                  |                             |
| 04   | 溫柔最痛（页面存档备份，存于）      | 姚若龍                  | 周周                                              |                             |
| 05   | 那年下雪的時候                      | 王雅君                  | 劉子睦                                            |                             |
| 06   | 你騙我                              | 鐘文濱 林怡鳳           | 梅琳                                              |                             |
| 07   | 超勇敢                              | 韓佳霖                  | B.R.F Smith Daniel Gruter Erik Håkansson M.Ymell. | 網路遊戲《戰龍兵團》 主題曲 |
| 08   | 你沒愛過我（页面存档备份，存于）    | Miko Yumi 林怡鳳        | Miko Yumi                                         |                             |
| 09   | 怎樣說清此刻的心情                  | 郭德紫毅 韓佳霖         | 艾麗雅                                            | 電視劇《愛情回來了》 插曲   |

## 專輯版本
- 《正式版》

## 音樂錄影帶
| 歌名                                | 導演   |
| ----------------------------------- | ------ |
| Cat and Mouse（页面存档备份，存于） | 黃中平 |
| 當時的我們（页面存档备份，存于）    | 黃中平 |
| 愛我就大聲說（页面存档备份，存于）  | 黃子然 |
| 溫柔最痛（页面存档备份，存于）      | 黃子然 |
| 你沒愛過我（页面存档备份，存于）    | 黃中平 |

## 專輯總覽
| 第一張專輯 16未成年 | 第二張專輯 Twins | 第三張專輯 成人禮 | 第四張專輯 90'鬧Now | 第五個作品 2020愛你愛妳 寫真 + EP | 第五張專輯 MY.遊樂園 | '第六張專輯 Cat and Mouse' |